# Lucien Corpechot
Lucien Corpechot, né le 27 mars 1871 à Mouy et mort le 30 janvier 1946 à Paris, est un journaliste et écrivain français.

## Biographie
Lucien Corpechot fut rédacteur en chef au Figaro, au Gaulois et à l’Écho de Paris. 
Lié à Maurice Barrès, Paul Bourget, Charles Maurras, ami de Gyp, dont il fréquentait le salon, il a collaboré à de nombreux journaux sous son nom ou sous le pseudonyme de « Curtius ».
À partir de 1936, il publie ses Souvenirs d'un journaliste en trois volumes. Dans le premier tome, il dresse les portraits du duc d'Aumale, du général Marchand, de Paul de Kermaingant, directeur du Soleil, d'Arthur Meyer, directeur du Gaulois, de son ami René Quinton et de Remy de Gourmont.
Ses ouvrages lui ont valu six prix de l’Académie française.

## Publications
- Voltaire à Ferney d’après des lettres inédites, Paris, Le Correspondant, 1899.
- Les jardins de l’intelligence, Paris Émile-Paul, 1912, prix Montyon 1913.
- Souvenirs sur la reine Amélie de Portugal, Paris, P. Lafitte & cie, 1914.
- Lettres sur la jeune Italie, Nancy, Berger-Levrault, 1919.
- René Quinton, Paris, Mercure de France, 1922.
- L’Esprit de France, Paris, Éditions du Monde nouveau, 1923.
- La société française au temps de Louis Philippe, Monaco, Imprimerie de Monaco, 1927.
- Souvenirs sur Gyp, [S.l.], 1932.
- Souvenirs d’un journaliste : l’esprit de Chantilly, le duc d’Aumale et le duc de Chartres, Paris, Bureau de la Revue de Paris, 1934.
- Parcs et jardins de France : les jardins de l’intelligence, Paris, Plon, 1937.
- Dans les beaux châteaux de France, Paris, Plon, 1942.
- Parure de la France : parcs et jardins, Musée de la Mode de la Ville de Paris, Commissariat au tourisme, 1943.